# Erika Marjaš
Erika Marjaš (Novi Sad, 1941 — Novi Sad, 25. mart 2021) bila je jugoslovenska i srpska pozorišna umetnica.

## Biografija
Rođena je 1941. godine u Novom Sadu. Prvo scensko iskustvo stiče u baletskim sekcijama Pionirskog pozorišta (1948). Pohađala je Baletsku školu u Novom Sadu, nakon diplomiranja (1961) preuzela je najpre solo, а zatim i prve uloge u Baletu Srpskog narodnog pozorišta, ali se dokazala i u nekoliko filmova.
Tokom 20 godina (1960—1980) odigrala je 50 različitih uloga u ovom kolektivu, stekla titulu prve igračice i vrhunac karijere obeležila gostovanjem u Boljšom teatru u Moskvi (1980). Nakon igračke karijere rukovodila je Baletom SNP-u tri navrata do 2006. godine i unela značajne novine koje su se uticale razvoja kolektiva.
Za svoj umetnički i organizaiconi rad primila je Oktobarsku nagradu Novog Sada (1972), Povelju sa plaketom „Jovan Đorđević” Srpskog narodnog pozorišta (1986), Orden zasluga za narod sa srebrnom zvezdom (1986), nagradu za životno delo Udruženja baletskih umetnika Srbije (2006).
Preminula je u Novom Sadu 25. marta 2021. godine.